# Egidius Ehrentreich von Sydow
Egidius Ehrentreich von Sydow (né en 1669 au manoir de Zollen près de Soldin et mort le 8 novembre 1749 à Berlin) est un général d'infanterie prussien, commandant d'un régiment d'infanterie, commandant de Berlin ainsi que capitaine de district de Giebichenstein et Moritzburg et seigneur héréditaire de Zollen. Il est également membre du collège du tabac de Frédéric-Guillaume Ier

## Biographie

### Origine
Son père est le capitaine suédois et seigneur héréditaire de Blumberg Jochen von Sydow (de) (mort en 1671), sa mère Sophia von Liebenthal (morte après 1686) de la branche de Rheetz (Renitz). Les parents de sa mère sot Joachim von Liebenthal et Maria von Hagen de la branche de Nauplin.

### Carrière militaire
Sydow est dans l'armée de l'électeur de Brandebourg Frédéric-Guillaume depuis 1685. C'est avec cette dernière qu'il combat dans les guerres françaises, suédoises et turques. Il combat dans le Brabant et sous les ordres du prince Eugène. Le 1er juillet 1710, il est lieutenant-colonel dans le « régiment à pied Varenne ». Au cours de la campagne de Poméranie (de) de 1715/1716 il combat devant Stralsund.
Le 3 janvier 1719, Sydow est promu colonel. Cependant, son brevet est daté du 24 décembre 1718. Après la mort de Jean Quirin de Forcade, commandant du 23e régiment d'infanterie, il se voit confier le commandement de ce régiment. Le 11 juin 1732, il est promu général de division et nommé commandant de Berlin en décembre 1735. Le 31 juillet 1740, Sydow est promu lieutenant général et le 25 mai 1743, général d'infanterie.
En 1741, Sydow est commandant de la deuxième réunion de l'armée suprême à Brandebourg sous Léopold d'Anhalt-Dessau. Le 7 novembre de la même année, il est honoré de l'ordre de l'Aigle noir par Frédéric II . En 1743, en raison de son âge et d'une attaque cérébrale, il confie son régiment au major-général Wolf Alexander Ernst Christoph von Blanckensee (de). Il reste cependant commandant de Berlin et capitaine du district de Giebichenstein. Il reçoit une pension de 3000 thalers. Après sa mort, Sydow est enterré dans la crypte de l'église de la garnison de Berlin.

### Famille
Sydow se marie avec Anna Charlotte von Brandt (de) (née en 1691 et morte le 21 septembre 1752) de la branche de Wutzig. Elle est la veuve du colonel Ernst Melchior von Brummsee (de) (mort en 1712), ancien commandant de Driesen et fille du général de division Paul von Brandt (de). Le couple a trois fils et trois filles, dont :
- Friedrich Wilhelm (1718-176?), capitaine prussien marié en 1743 avec Sophie Auguste Wilhelmine von Geuder genannt von Rabensteiner
- Anton Ludwig (1721-1755) à partir de 1753 seigneur de Zollen
- Sophie Charlotte (née en 1722) mariée avec Karl Friedrich von Benekendorff (de) (mort en 1788), président de l'Oberamtsregierung de Breslau
- Henriette Luise (née le 13 ou 30 mars 1723 et morte le 28 février 1756 (également : 23 octobre)) mariée avec Ernst Sigismund von Wedell (de) (né en 1704 et mort le 25 août 1758 près de Zorndorf)
- Joachim Siegmund (né le 28 mai 1727 et mort en avril 1763), décédé des suites de ses blessures lors de la bataille de Hochkirch en 1757
- Anna Hedwig (née en avril 1730 et morte avant 1764) mariée avec Christoph Ernst von Aderkas (de) (né le 1er août 1720 et mort le 22 octobre 1792)[8], capitaine prussien, précepteur du comte Christian-Frédéric de Stolberg-Wernigerode